# Le Passager no 4
Pour les articles homonymes, voir Le Passager et Stowaway.
Pour plus de détails, voir Fiche technique et Distribution.
Le Passager no 4 (Stowaway, littéralement « Passager clandestin ») est un film de science-fiction américano-allemand coécrit et réalisé par Joe Penna, sorti en 2021.

## Synopsis
Un vaisseau spatial quitte la Terre pour une mission de deux ans vers Mars. À bord se trouvent trois membres d'équipage : le commandant Marina Barnett ainsi que les scientifiques Zoe Levenson et David Kim. Rapidement, ils découvrent, dissimulé dans la structure de l'engin, un passager clandestin involontaire, Michael Adams. Ce dernier est retrouvé inconscient et blessé. Technicien ingénieur membre des équipes au sol, tous ignorent totalement comment il est arrivé là. Alors que Michael s'intègre peu à peu, les trois autres découvrent que le vaisseau est cependant trop loin de la Terre pour rentrer et qu'il n'y a pas assez d'oxygène pour quatre. La décision de sacrifier ce 4e passager est alors prise. Mais cela ne fait pas l'unanimité.

## Fiche technique
Sauf indication contraire, les informations mentionnées dans cette section peuvent être confirmées par la base de données cinématographiques IMDb,  présente dans la section « Liens externes ».
- Titre original : Stowaway
- Titre français : Le Passager no 4
- Réalisation : Joe Penna
- Scénario : Joe Penna et Ryan Morrison
- Musique : Hauschka
- Direction artistique : Uwe Stanik
- Décors : Marco Bittner Rosser
- Costumes : n/a
- Photographie : Klemens Becker
- Montage : Ryan Morrison
- Production : Ulrich Schwarz, Maximilian Leo, Nick Spicer, Clay Pecorin, Aram Tertzakian et Jonas Katzenstein
- Sociétés de production : RainMaker Films, Augenschein Filmproduktion, MMC Movies, Phiphen Pictures, Rise Pictures, Stage 6 Films et XYZ Films ; en association avec Yale Productions et Black Canopy Films
- Sociétés de distribution : Netflix (monde), Elevation Pictures / Prime Video (Canada)
- Pays d'origine :  États-Unis /  Allemagne
- Langue originale : anglais
- Format : couleur - 2.35:1
- Genre : science-fiction, thriller
- Durée : 116 minutes
- Date de sortie[2] :
  - Monde : 22 avril 2021 (sur Netflix)

## Distribution
- Anna Kendrick (VFB : Séverine Cayron) : Zoe Levenson
- Toni Collette (VFB : Colette Sodoyez) : la commandante Marina Barnett
- Shamier Anderson (VFB : Marvin Schlick) : Michael Adams
- Daniel Dae Kim (VFB : Marc Weiss) : David Kim
- Voix du contrôleur du lancement (VFB : Tony Beck)
- Voix de Jim (VFB : Bruno Buidin)

Doublage
- Studio de doublage : Hiventy
- Direction artistique : Julie Basecqz
- Adaptation : Isabelle Audinot

Source: carton de doublage du film sur Netflix

## Production

### Genèse et développement
Joe Penna écrit le scénario avant la sortie de son premier long métrage comme réalisateur, Arctic (2018). Arctic devait initialement se dérouler sur Mars et les deux films devaient être liés. Finalement, tout cela est changé après la sortie de Seul sur Mars (2015) de Ridley Scott. Le scénario de Arctic est remanié pour éviter toute similitude et l'intrigue se déroule finalement dans l'Arctique.
En octobre 2018, Anna Kendrick est annoncée dans le film.
En janvier 2019, Toni Collette la rejoint dans le rôle de commandant du vaisseau spatial. En mai, Shamier Anderson est officialisé dans le rôle du passager clandestin alors que Daniel Dae Kim incarnera le biologiste de l'équipage,.
En décembre 2020, Netflix acquiert les droits de distribution du film.

### Tournage
Le tournage a lieu en Allemagne, dans les studios Bavaria Film et MMC Studios près de Cologne, en juin 2019 pendant 30 jours,.

## Accueil
Le film reçoit des critiques plutôt positives. Sur l'agrégateur américain Rotten Tomatoes, il récolte 75 % d'opinions favorables pour 32 critiques et une note moyenne de 6,4⁄10. Sur Metacritic, il obtient une note moyenne de 64⁄100 pour 14 critiques.